# Погорельцев Роллан Сергійович
Роллан Сергійович Погорельцев (нар. 16 липня 1990, Саки, Кримська область, УРСР) — український та російський футболіст, захисник клубу «Кримтеплиця».

## Життєпис
Вихованець донецького «Шахтаря», перший тренер — М. Я. Ланчак. У лютому 2010 року перейшов у «Кримтеплицю». Влітку цього ж року виявився в «Фенікс-Іллічовці». З 2011 року виступав у «Таврії». У червні 2013 року покинув клуб. Потім виступав за «Карлівку».
У квітні 2014 року перейшов у свердловський «Шахтар». У 2015 році грав у чемпіонаті Краснодарського краю в складі «Анапа» і став бронзовим призером. У дебютному матчі Прем'єр-ліги КФС за ТСК забив другий м'яч у ворота севастопольського СКЧФ. 26 червня 2016 року перейшов в клуб дивізіон «Нафтохімік» (Нижньокамськ). Через проблеми зі статусом кримських футболістів за клуб був заявлений як українець. 1 грудня був відзаявлений і покинув клуб. 2 березня був знову заявлений за ТСК-Таврію в Прем'єр-лізі КФС. У лютому 2018 року перейшов у «Кримтеплицю».